# Let's Move! Flash Workout
Let's Move! Flash Workout é uma iniciativa de Beyoncé Knowles que faz parte da campanha Let's Move! com o objetivo para acabar com a obesidade infantil nos Estados Unidos. A campanha foi iniciada pela primeira-dama Michelle Obama. Realizada em 3 de maio de 2011, a campanha foi organizada pela fundação National Association of Broadcasters Education Foundation (NABEF) em parceira com American Association of School Administrators (AASA), National Middle School Association (NMSA) e National School Boards Association (NSBA).
A fim de promover a campanha, Beyoncé regravou a canção de 2007 "Get Me Bodied", a renomeando-a de "Move Your Body". A coreografia da canção foi usada em todas as escolas de ensino médio dos Estados Unidos, que estimulou uma melhor alimentação, atividades físicas e com isso reduzir a obesidade infantil. Em 9 de abril de 2011 foi lançado um vídeo mostrando os alunos do colégio Ps 161 Pedro Aubizu Campos, no Harlem em Nova Iorque dançando a coreografia com o som da música "Move Your Body", onde de surpresa Beyoncé entra na coreografia, dançando com os alunos, para surpresa de todos.
No dia 27 de abril de 2011 foi lançado o videoclipe oficial da canção, tendo uma recepção virando um vídeo viral. Lauretta Charlton da Black Entertainment Television (BET) deu ao vídeo uma revisão positiva afirmando que "É impossível assistir sem querer, movimentar o corpo." Nicole James da MTV Buzzworthy mostrou grande interesse no vídeo e sua mensagem , afirmando que Beyoncé recebe crianças com o coração palpitando", das mais diferentes maneiras".

## Campanha
|                                                                                      |  |  |
| Beyoncé Knowles (esquerda), e Michelle Obama (direita) são as fundadoras da campanha |  |  |

Em abril de 2011, Beyoncé Knowles juntou forças com primeira-dama americana Michelle Obama para promover a campanha Let's Move! Flash Workout contra obesidade infantil que foi organizada pela National Association of Broadcasters Education Foundation (NABEF) em parceira com American Association of School Administrators (AASA), National Middle School Association (NMSA) e National School Boards Association (NSBA). A partir da música e coreografia a campanha estimulou um a melhor alimentação, atividades físicas e com isso reduzir a obesidade infantil. Beyoncé disse que ela iria gravar sua própria versão da rotina de exercícios para mostrar as crianças como é feito disparando de um vídeo com uma série de divertidos exercícios para acompanhar a canção Move Your body.
Beyoncé comentou:
| “ | Estou animada em fazer parte desta campanha, que trata de uma crise de saúde pública. A primeira-dama Michelle Obama merece crédito por abordar esta questão diretamente, e eu aplaudo o NAB Education Foundation para tentar fazer uma diferença positiva na vida dos nossos alunos. | ” |

A campanha aconteceu no dia 3 de maio de 2011 em todos os colégios de ensino médio dos Estados Unidos, com a coreografia da música "Move Your Body".

## "Move Your Body"
Para a campanha Beyoncé fez uma nova versão da música "Get Me Bodied" e rebatizou-o de "Move Your Body" para a iniciativa "Let's Move! Flash Workout". Uma versão em espanhol da música também foi criada. A letra foi adaptada para atender a causa. World Entertainment News Network destacou que a nova letra incluira a linha positiva: "Não fique aí parado na o muro, todo mundo só balance seu corpo, mova seu corpo, mova seu corpo." A canção é um passo a passo para o treino de dança estilo que combina o hip-hop, latino e dancehall exercícios tradicionais. Em 9 de abril de 2011, um vídeo instrutivo com um grupo de adolescentes dançando ao som de "Move Your Body" foi lançado online.  A música também foi disponibilizada na internet para download digital gratuito.

### Videoclipe
Para o incentivo a atividade física Beyoncé desempenhou o videoclipe da música "Move your Body" foi lançado em 26 de abril de 2011, e foi dirigido por Melina Matsoukas. No vídeo, os alunos se juntam com Knowles para executar coreografia de Frank Gatson. Na coreografia, Beyoncé e os alunos mistura salsa e dancehall."
O vídeo da música "Move Your Body" tem lugar como um flash mob quatro minutos de duração. O vídeo começa na hora do almoço com o que se parece com uma cafeteria ginasial. A imagem foca nos gestos dos alunos até que Beyoncé, vestindo shorts curtos e verde meias até o joelho, entra na cafeteria por uma portas para iniciar a canção. Após a entrada todas as crianças ficam de pé, acompanhando como Beyoncé liderando o grupo por todos os tipos de danças.
A vídeo-aula foi distribuída às escolas participantes em todo o país em 3 de maio de 2011. Knowles foi na escola P.S. 161 middle no Harlem nessa mesma data. Ela ensinou aos alunos os movimentos de seu vídeo "Move Your Body". Knowles apareceu na academia para o deleite de seus fãs jovens, que dançou ao lado dela e tiraram fotos.

## Recepção
Lauretta Charlton da Black Entertainment Television (BET) deu ao vídeo uma revisão positiva afirmando que "É impossível assistir sem querer, movimentar o corpo."  Nicole James da MTV Buzzworthy mostrou grande interesse no vídeo e sua mensagem , afirmando que Beyoncé recebe crianças com o coração palpitando", das mais diferentes maneiras". O trabalho da cantora Beyoncé e a primeira dama estadunidense Michelle Obama neste projeto foi elogiado pela revista Downtown.

## Prêmios
| Ano  | Prêmio                 | Nomeação                                           | Categoria                | Resultado |
| ---- | ---------------------- | -------------------------------------------------- | ------------------------ | --------- |
| 2011 | Pop Crush Music Awards | Beyonce Battles Obesity With 'Let's Move' Campaign | 2011′s Best Humanitarian | Indicado  |